# 經尿道前列腺切除術
經尿道前列腺切除術（Transurethral resection of prostate，TURP）是一種泌尿外科的手術，用來治療良性前列腺增生症。前列腺又稱攝護腺，是男性特有的器官。在此手術中，醫師使用器械從尿道進入，以電刀將前列腺組織一片一片削下來，使尿道內徑變大，改善排尿功能。自1960年代問世以來，被許多泌尿科醫師認為是治療良性前列腺增生症最有效的方法。

## 適應症
良性前列腺增生症的患者，其排尿功能不佳，影響日常生活品質或危害身體健康，經保守治療（主要是藥物治療）無法改善者。
有以下狀況者宜優先考慮經尿道前列腺切除術：
- 反覆性尿瀦留，
- 身體狀況不適合長期服藥，
- 排尿障礙導致腎積水或尿路結石，
- 有血尿，但已排除尿路結石、尿路腫瘤、尿路感染等其他常見血尿原因。

有以下狀況者可能比較不適合經尿道前列腺切除術：
- 嚴重出血傾向，不易止血者（如係因為服用阿斯匹靈等藥物，應和醫師討論是否停藥等待凝血功能恢復）
- 膀胱逼尿肌收縮力不足、無法將尿排出
- 注重性生活，尤其是認為射精功能不可或缺者（因術後常有逆行性射精的現象，後述）。

## 手術前評估
症狀嚴重度可以依照美國泌尿科醫學會設計的國際前列腺症狀評分表（IPSS）評估，共有七道和症狀有關的問題，每題從 0 分表示無症狀，到 5 分表示症狀嚴重，滿分 35 分。
- 總分   0-7 ：輕微症狀，應不致影響日常生活，大多只要充實前列腺的相關知識即可。
- 總分  8-18 ：中度症狀，先保守治療，有些患者須長年服藥控制。
- 總分 19以上：嚴重症狀，可能要考慮手術治療。

尿路動力學檢查可知道患者排尿功能如何，其中尿流率圖可幫助醫師判定尿流是否受到阻塞，一般而言，最大尿流率若小於每分鐘15毫升，代表明顯的尿流阻塞。
經直腸超音波是從肛門插入超音波探頭，能清楚看到前列腺、膀胱、精囊等構造的形態，也能計算前列腺的體積，不過前列腺體積大小和症狀嚴重程度不見得一致。
膀胱鏡檢查可以從尿道進入，觀察前列腺造成阻塞的情況，同時也能看看膀胱裡面有沒有結石、腫瘤等問題。

## 手術方式
- 大多數患者住院 3-5 天，手術時多採用半身麻醉。
- 醫師持內視鏡從尿道口進入，到達前列腺，藉著攝影鏡頭將畫面傳到監視器。手術中會一直灌入純水讓醫師視野保持清晰，然後把前列腺造成阻塞的組織一片一片刮掉，過程約 1-2 小時。
- 手術完成後，醫師大多會放一條導尿管，並一直沖入生理食鹽水，讓血水很快就流出來，不會在膀胱裡凝固。術後平均2-3天抽掉尿管，讓患者自行解尿，大約 80-90% 的患者感到滿意。
- 手術後的併發症：出血最常見，手術後第一個星期內要特別注意。血塊阻塞偶可見到，嚴重者要用膀胱鏡清除。低血鈉症是由於手術中灌純水到膀胱，部份進入患者血液中，使血液稀釋而鈉離子濃度降低，嚴重時會使患者意識不清。估計每次實施經尿道前列腺切除術，約有 600-900 毫升的水進入患者血液中，相當於人體血液容積的10分之一，現今醫師大多會注意灌水量，低血鈉症已甚為罕見。

## 優點
- 手術可迅速削除多餘的前列腺組織，增大尿道內徑，改善尿流速率，一星期以內可以見效。
- 使患者不必長期服藥。
- 經尿道手術傷口小，許多醫師在手術時會在下腹部建立膀胱造瘻口以供沖洗的水流出，術後立即關閉，所以身體表面只有大約一公分的傷口。有些醫師不打這個洞，則患者完全看不出傷口。

## 缺點
- 手術後可能立即出現的併發症包括出血過多、失溫、低血鈉症和深部靜脈栓塞，這些發生率都低於 5%。
- 術後短時間 (一到二星期間)出現的併發症包括尿失禁、血塊阻塞、尿瀦留和勃起障礙等，發生率低於 10%，而且大多會漸漸改善。
- 手術後精液量變少，約有 80-90% 患者術後有逆行射精，即射精時精液先進入膀胱，到下一次排尿時才隨尿液排出。
- 手術後仍殘留少部份前列腺，會繼續增生，有的患者 5-10 年後可能需要再次手術。

## 其他替代療法
- 藥物治療：第一線藥物是甲型阻斷劑（英语：alpha blocker），如特拉唑嗪（英语：Terazosin）、多沙唑嗪（英语：doxazosin）（Doxazosin）、坦索羅辛（Tamsulosin）等。優點是效果快，服用大約一星期就可見效，缺點是可能出現姿勢性低血壓，因為這些藥大多有降血壓的效果。新一代的甲型阻斷劑有些幾乎不影響血壓，如坦索羅辛等。另外還有5α還原酶抑制劑，至 2006 年為止市面上有兩種藥，分別是非那司提（Finasteride）和度他雄胺（Dutasteride），長期服用可望使前列腺體積縮小20-30%。

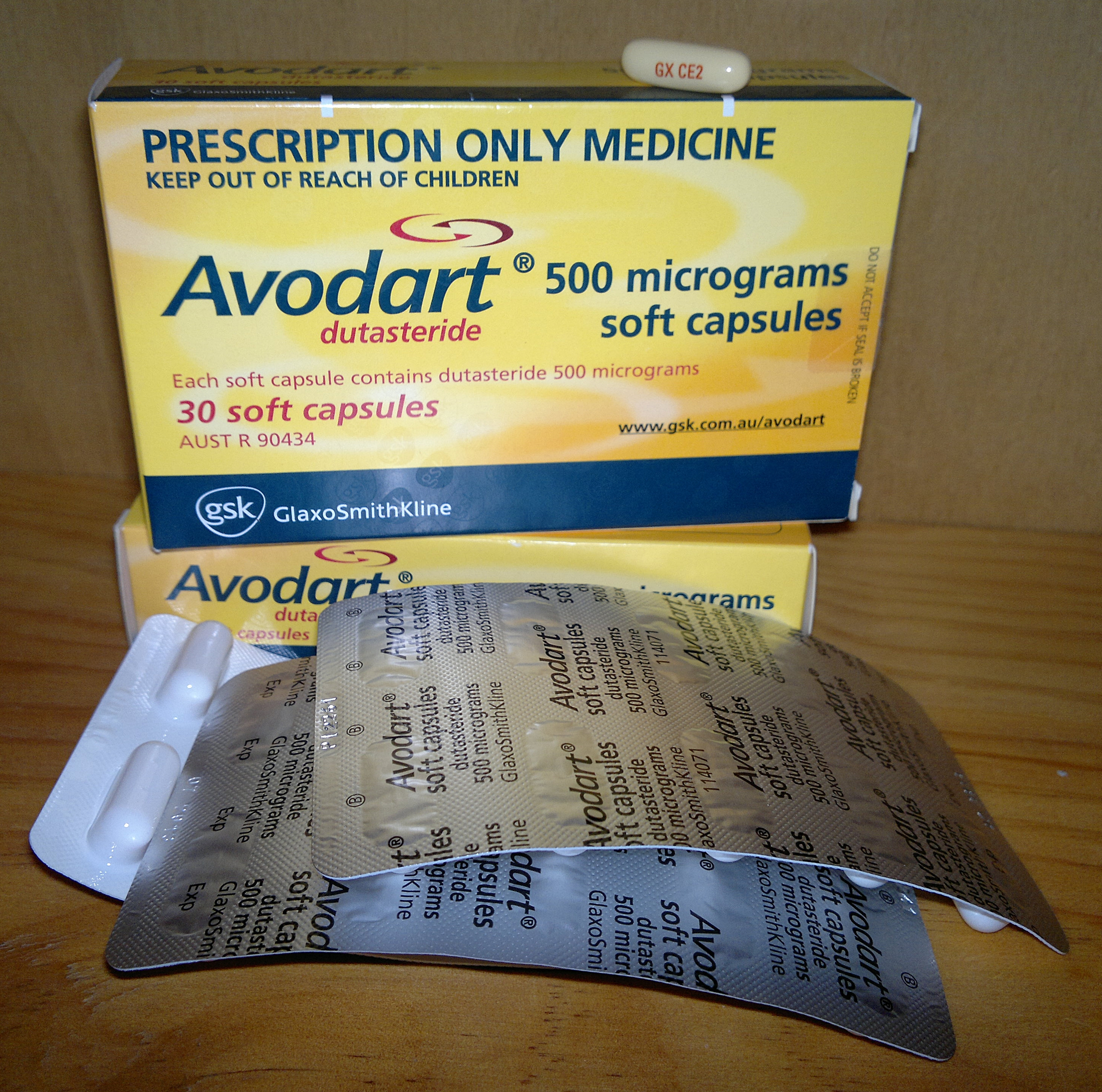
適尿通

- 手術治療：除了最常見的經尿道前列腺切除術以外，還有傳統的開刀法恥骨後前列腺摘除術和會陰前列摘除術，兩者差別在於刀口的位置。如果同樣用內視鏡來手術，但只將前列腺畫出兩道口子而不將組織切除，則稱為經尿道前列腺切開術。

- 微創治療：由於經尿道前列腺切除術仍有一些缺點，因此醫學界不斷在在研發新的、破壞性更小、更安全、更舒適的治療方法。市面上有許多產品，原理大多是用微波或電能使前列腺內溫度升高，進而破壞細胞，或者用雷射將組織汽化。到2006年為止，這些產品的療效仍未能超越或取代經尿道前列腺切除術，但對於身體狀況不適合手術者，仍是不錯的選擇。

- 姑息療法：如果排尿障礙已經太嚴重，或患者體力太差，手術無法解決問題（如長期臥床病人）時，只能用姑息療法維持一部份生活品質，例如留置性導尿管或間歇式導尿治療尿不出來的患者。更嚴重者，醫師預期半年以內都需要導尿的話，可以用膀胱造瘻術供尿液排泄，以避免尿道長期留置導尿管造成的併發症。尿置留嚴重時，患者可能會有滿溢性尿失禁，使用尿布或尿套也是一種解決方案，但長久下來可能會影響腎臟功能。

## 參閱
- 泌尿系統
- 前列腺
- 良性前列腺增生症
- 內視鏡

## 外部連結
- 前列腺切除手術
- Medscape: Transurethral Resection of the Prostate （页面存档备份，存于）